# Agelastica coerulea
Agelastica coerulea is een keversoort uit de familie bladkevers (Chrysomelidae). De wetenschappelijke naam van de soort werd in 1860 gepubliceerd door Joseph Sugar Baly.